# ヴィトルト・プィルコシュ
ヴィトルト・プィルコシュ（Witold Pyrkosz、1926年12月24日 - 2017年4月22日）は、ポーランドの俳優。

## 出演作品
- キングサイズ（ボンバリア）